# Бава, Ламберто
Ламбе́рто Ба́ва (итал. Lamberto Bava; род. 3 апреля 1944, Рим) — итальянский режиссёр, актёр, сценарист и продюсер.

## Биография
Родился 3 апреля 1944 года в Риме. Сын режиссёра Марио Бавы и внук оператора Эудженио Бавы. Помогал отцу в картинах «Кровавый залив» (1971), «Шок» (1977).
Режиссёрским дебютом Бавы стал фильм «Макабро» (1980), поставленный по реальным событиям, происшедшим в 1977 году в Новом Орлеане, где женщина хранила отрезанную голову своего возлюбленного в холодильнике. Сценарий фильма был написан в соавторстве с Антонио и Пупи Авати. По словам Ламберто, после просмотра «Макабро», его отец, Марио Бава сказал ему: «Теперь я могу умереть спокойно». 
После выхода фильма Бава-младший работал в рекламе и продолжал писать истории для потенциальных будущих кинопроектов. К нему подошёл режиссер Дарио Ардженто, чтобы помочь ему с его джалло-фильмом «Tenebre» (1982), однако наибольший успех пришёл к Ламберто с фильмом «Демоны», который продюсировал Дарио Ардженто, а сценарий написал Дардано Сакетти. Эта картина номинировалась на Гран-при на международном кинофестивале «Fantasporto». Также на главный приз на фестивале «Fantasporto» номинировался фильм «Части тела». На кинофестивале «Fantafestival» в 1985 году Ламберто Бава получил специальную награду «FantaItaly».
В 1990-е годы Ламберто Бава работал на телевидении. В этот период он отходит от темы фильмов ужасов с сторону приключенческих и исторических картин и мини-сериалов. Признание получили такие телепостановки, как Пещера золотой розы (1992), Кольцо дракона (1994), а также четырёх-серийный приключенческий фильм «Пираты» (1999). Во всех трех фильмах главную роль исполнил Николас Роджерс. Ламберто Бава  обратил внимание на эффектную внешность молодого человека, который на тот момент был лицом дома Versace и предложил ему роль Тарабаса в телефильме «Пещера золотой розы». За эту роль Николас Роджерс получил престижную премию «Pop Rocky Award» (Германия), как лучший актёр 1998 года, став известным в мире кино. 
В 2000 году Бава также снял полицейский мини-сериал «Империя» с Клаудио Амендолой и Клаудией Колл.
В 2002 году Ламберто позаботился о переиздании на DVD фильма, снятого его отцом, Марио Бава в 1974 году, но так и не выпущенного из-за банкротства продюсерской компании. На основе оригинального сценария фильм был смонтирован заново, с добавлением некоторых сцен, новым дубляжем и новой музыкой. Таким образом Ламберто смог максимально приблизить готовый продукт к изначальной задумке отца. Фильм вышел под названием «Злые псы». В 2006 году режиссер снова обращается к теме джалло и снимает два фильма: «Сын-призрак» и «Мучитель», которые выходят сразу на DVD. В 2010 году он вернулся на телевидение в сетях Mediaset, сняв три фильма, которые являются частью «Шести шагов в цикле джало». Первая серия «Жизнь в заложниках» была представлена в июле 2010 года на фестивале Roma-fiction-fest.
В 2014 году Ламберто Бава дебютировал как писатель, опубликовав роман ужасов «Только для нас, вампиры». 
В 2018 году он вернулся к режиссуре с фильмом «Близнецы» с Жераром Депардье в главной роли. В 2020 году выходит его второй роман «Il Third giorno».
В 2018 году был снят документальный фильм Bava Puzzle, который прослеживает его карьеру через свидетельства друзей и сотрудников. В 2021 году Бава получил Премию за заслуги на Международном кинофестивале «Герои» в Риме.

## Неполная фильмография
Режиссёр:
- 1980 — Макабро
- 1980 — Лезвие в ночи /La casa con la scala nel buio
- 1984 — Акула-монстр /Shark: Rosso nell’oceano
- 1985 — Демоны
- 1986 — Демоны 2
- 1986 — 1988 — Жёлтый трепет (Леденящий джалло) /Brivido giallo — кино-альманах состоящий из четырёх отдельных фильмов: Ночь на кладбище, Навсегда, Великан, Ужин с вампиром
- 1987 — Ужас кладбища
- 1988 — Великан /The Ogre (также известен под названием Демоны 3)
- 1991 — Головоломка из тел /Body Puzzle
- 1992 — Пещера золотой розы /Prinzessin Fantaghiro
- 1994 — Кольцо дракона /Desideria e L’anello del Drago
- 1996 — Ализея и прекрасный принц /Sorellina e il principe del sognorr
- 1997 — Принцесса и нищий /La Principessa e il Povero
- 1999 — Пираты
- 2005 — Сын призрака
- 2006 — Мучитель
- 2007 — Дом убийств
- 2018 — Близнецы